# Ambuila
Ambuila (auch Ambuíla) ist eine Kleinstadt (Vila) und ein Landkreis in Angola.

## Geschichte
Ab 1625 begann die Portugiesische Kolonialverwaltung, ihre Kontrolle auch auf dieses Gebiet auszuweiten. Sie stieß dabei auf den Widerstand des Königreichs Kongo. Am 29. Oktober 1665 kam es hier zur Schlacht von Ambuila. Die siegreichen Portugiesen konnten in der Folge ihre Kontrolle über das Gebiet des heutigen Angola weiter ausdehnen.

## Verwaltung
Ambuila ist Sitz eines gleichnamigen Landkreises (Município) in der Provinz Uíge. Der Kreis umfasst eine Fläche von 4799 km² und hat 88.542 Einwohner (hochgerechnete Schätzung 2014). Die Volkszählung 2014 soll zukünftig genaue Bevölkerungsdaten liefern.
Der Kreis Ambuila setzt sich aus zwei Gemeinden (Comunas) zusammen:
- Ambuila
- Quipedro

53 Ortschaften befinden sich im Kreis Ambuila.